# نورمان سبنسر
نورمان سبنسر (23 فبراير 1958 - 31 أغسطس 2020)، هو ممثل كندي، ولد في في كندا.

## وصلات خارجية
- نورمان سبنسر على موقع IMDb (الإنجليزية)
- نورمان سبنسر على موقع قاعدة بيانات الفيلم (الإنجليزية)